# Kōji Morisaki
Kōji Morisaki (jap. 森﨑 浩司, Morisaki Kōji; * 9. Mai 1981 in Hiroshima, Präfektur Hiroshima) ist ein ehemaliger japanischer Fußballspieler.

## Karriere

### Verein
Morisaki begann mit dem Fußball während seiner Grundschulzeit beim Verein Yano FC, spielte in der Mannschaft der Mittelschule Yano und dann während der Oberschule in der Jugendmannschaft des Erstligisten Sanfrecce Hiroshima, von dem er nach seinem Schulabschluss übernommen wurde und seither spielt.

### Nationalmannschaft
Zwischen 1999 und 2004 war Mitglied der japanischen U-18- bis U-23-Auswahlmannschaften und qualifizierte sich mit letzterer für die Olympischen Sommerspiele 2004.

## Erfolge
Sanfrecce Hiroshima
- J. League: 2012, 2013
- Japanischer Supercup: 2008, 2013